# Graphania pallescens
Graphania pallescens är en fjärilsart som beskrevs av W. Warren 1913. Graphania pallescens ingår i släktet Graphania och familjen nattflyn. Inga underarter finns listade i Catalogue of Life.